# Jonathan Lohé
Jonathan López Henández (San Luis Río Colorado, 02 de Marzo de 1994) conocido artísticamente como Jonathan Lohé, es un cantante y compositor  de balada y pop y filántropo mexicano que inició su carrera musical formalmente en el año 2017 en Baja California y saltó a los reflectores nacionales durante su participación en La Voz 2019.
Además de sus aptitudes musicales, es reconocidos por desarrollar proyectos de apoyo social para ayudar a las comunidades vulnerables. Es el creador del proyecto "¿Tienes frío? Toma uno ¿Quieres ayudar? Pon uno" que ha llevado abrigo a miles de personas y se ha replicado en diversas ciudades de México y varios países del mundo.

## Reseña biográfica
Jonathan López Hernández nació el 2 de marzo de 1994 en San Luis Río Colorado hijo de Javier López y Patricia Hernández; es el mayor de tres hermanos varones llamados Edwin y Jason; su nombre artístico lo compuso con la primera sílaba de cada uno de sus apellidos.
Desde muy pequeño era aficionado a la música aunque pasó también como jugador de fútbol en equipos locales y bailarín de danza típica mexicana.
Su primer acercamiento con la música fue en el año 2007 durante una competencia de canto en la secundaría donde obtuvo el tercer lugar y posteriormente durante la secundaria y preparatoria ganando los primeros lugares y representando a su ciudad y estado en competencias nacionales.
En el año 2011 cambio de residencia a Mexicali Baja California para estudiar la universidad en donde concluyó la licenciatura en ciencias de la comunicación y continuó estudiando maestría en mercadotecnia; durante todos los años de estudios profesionales dejó a un lado la música para dedicarse completamente a estudiar.
En el año 2017 retomó la música integrándose a grupos versátiles y en el 2018 su carrera repuntó con su participación en medios de comunicación nacionales e internacionales donde se mostró el interés del público.
En el año 2019 fue seleccionado como parte del Equipo Yahir para ser parte de La Voz en donde se encuentra participando actualmente

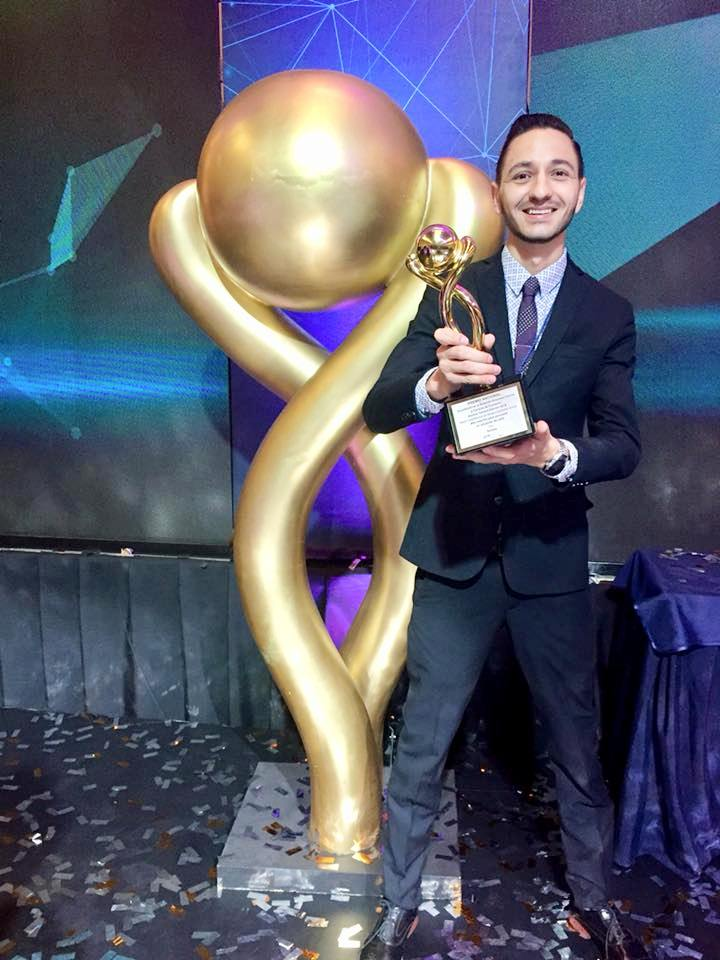
Jonathan Lohé recibiendo premio.

## Distinciones y premios
| Premio                               | Categoría              | Año  |
| ------------------------------------ | ---------------------- | ---- |
| Premio a la juventud sonora          | Artístico/Cultural     | 2017 |
| Premio nacional                      | Compromiso social      | 2017 |
| Premio a la juventud Baja California | Labor                  | 2017 |
| Premio latinoamericano               | Responsabilidad social | 2018 |
| Premio nacional                      | Compromiso social      | 2018 |
| Premio latinoamericano               | Responsabilidad social | 2019 |

## Redes sociales
- Jonathan Lohé en Facebook
- Jonathan Lohé en Instagram
- Jonathan Lohé en Youtube

- Datos: Q64667912